# Pupy (gromada)
Pupy (od 30 VI 1960 Spychowo) – dawna gromada, czyli najmniejsza jednostka podziału terytorialnego Polskiej Rzeczypospolitej Ludowej w latach 1954–1972.
Gromady, z gromadzkimi radami narodowymi (GRN) jako organami władzy najniższego stopnia na wsi, funkcjonowały od reformy reorganizującej administrację wiejską przeprowadzonej jesienią 1954 do momentu ich zniesienia z dniem 1 stycznia 1973, tym samym wypierając organizację gminną w latach 1954–1972.
Gromadę Pupy z siedzibą GRN w Pupach (w obecnym brzmieniu Spychowo) utworzono – jako jedną z 8759 gromad na obszarze Polski – w powiecie szczycieńskim w woj. olsztyńskim na mocy uchwały nr 27 WRN w Olsztynie z dnia 4 października 1954. W skład jednostki wszedł obszar dotychczasowej gromady Pupy ze zniesionej gminy Rozogi w tymże powiecie. Dla gromady ustalono 10 członków gromadzkiej rady narodowej.
30 czerwca 1960 nazwę Pupy zmieniono na Spychowo.
31 grudnia 1961 do gromady Spychowo włączono wsie Koczek i Połom, osadę Bystrz oraz leśniczówkę Zyzdrój z gromady Nawiady w powiecie mrągowskim w tymże województwie.
Gromada przetrwała do końca 1972 roku, czyli do kolejnej reformy gminnej.